# Keraunoskopeion
Il Keraunoskopeion era una macchina scenica utilizzata nel teatro greco.
Descritta nell'Onomastikon di Giulio Polluce e, similmente ad un periaktos, di cui forse fu una variante più complessa. Probabilmente era rivestito di una superficie metallica striata capace di riflettere i raggi del sole, simulando i lampi. Altri studi hanno ipotizzato che sulle tre facce del prisma fosse disegnato un fulmine su base nera. Il suo utilizzo serviva ad accompagnare l'ingresso di un dio o a sottolineare un avvenimento rimarchevole. Era spesso utilizzata in concomitanza con il bronteion, che invece serviva a riprodurre i tuoni. Non se ne conosce la precisa ubicazione sul proskenion, ma è ipotizzabile che anch'essa, come i periaktoi, fosse posta agli estremi della stessa.